# Bommetje

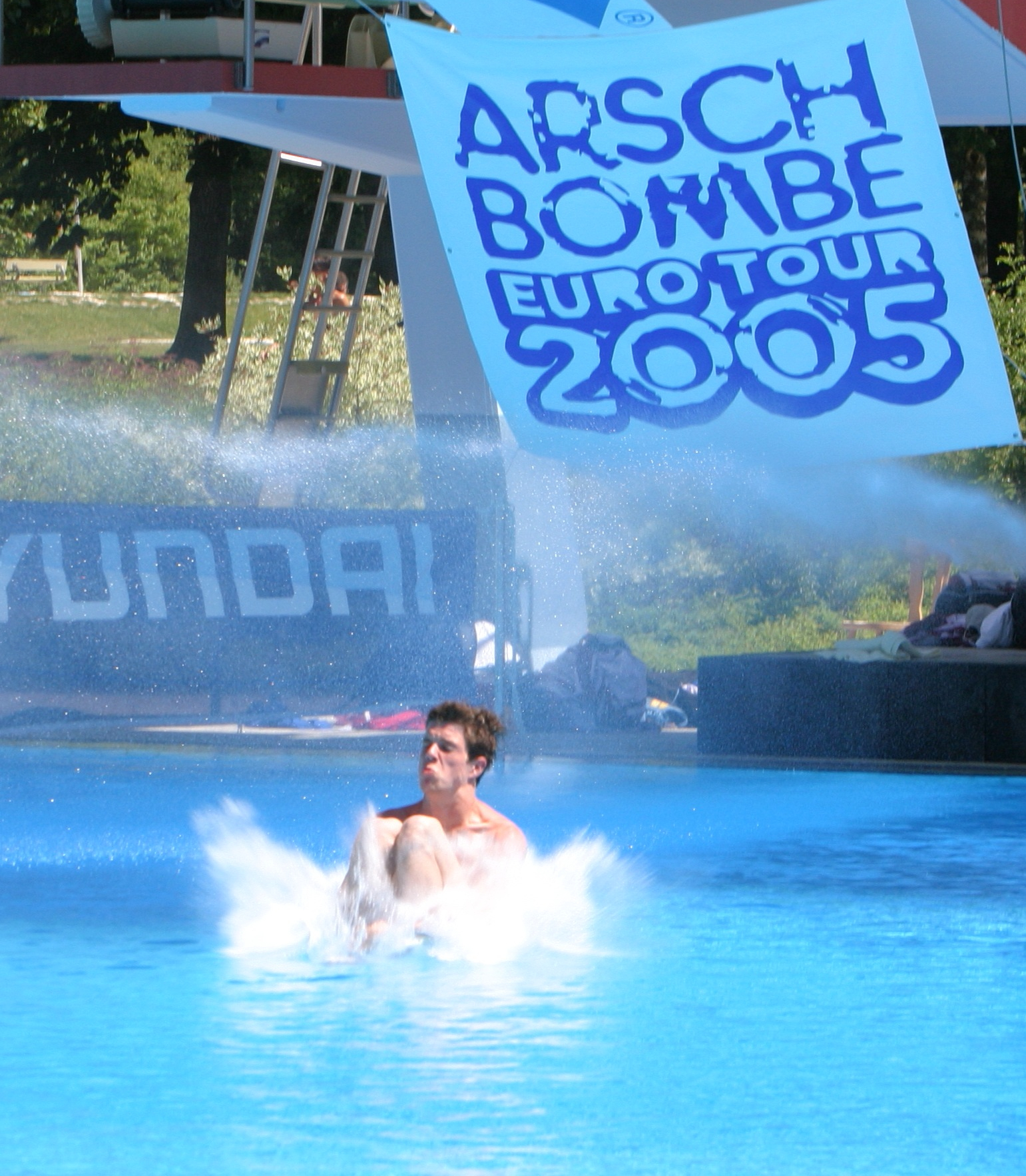
Bommetje

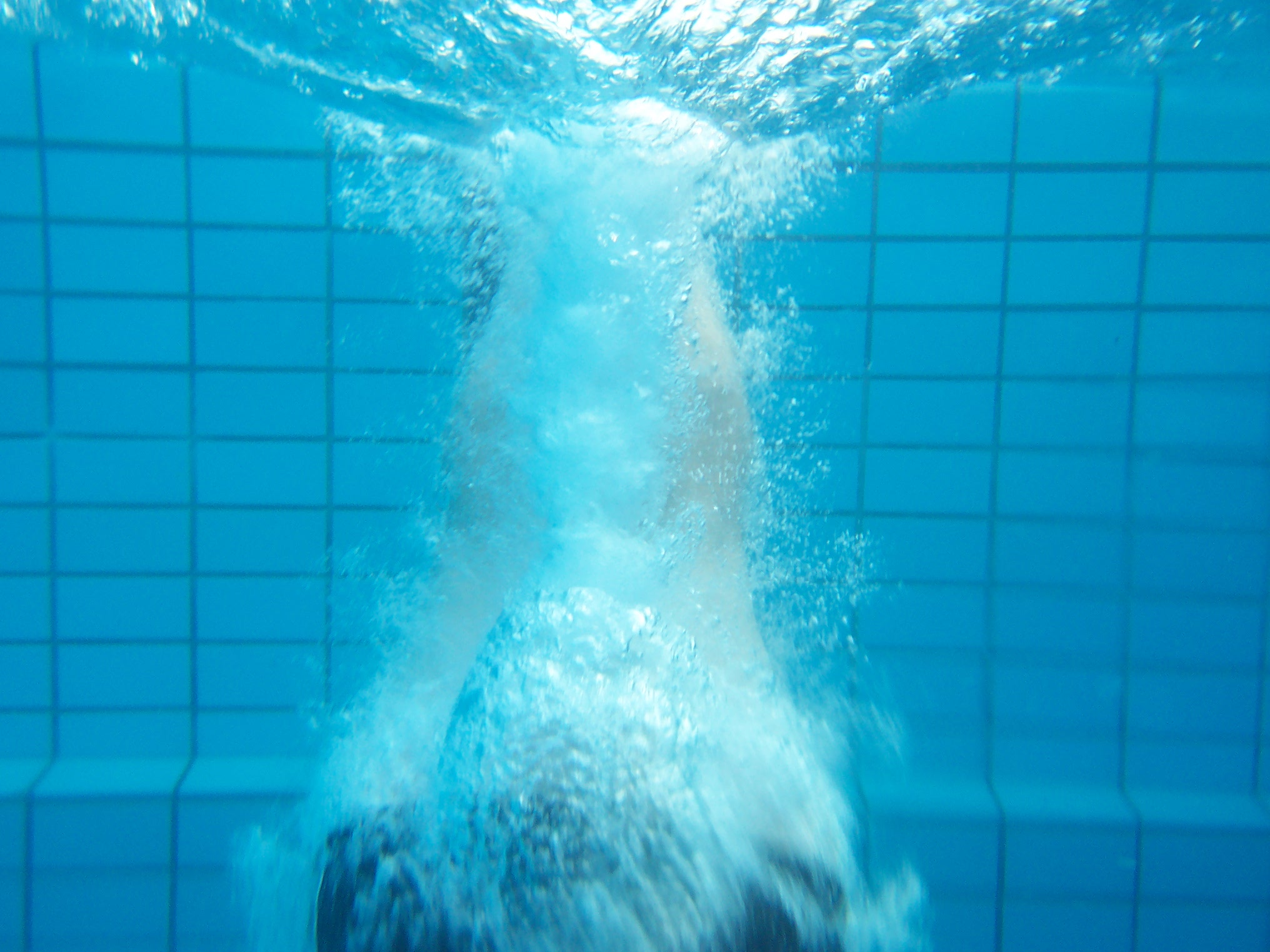
Bommetje, van onderen gezien

Een bommetje is het verschijnsel waarbij iemand, door in het water te springen, een waterzuil doet opspringen. Het is een bezigheid die meestal in een zwembad wordt beoefend.
Door een bepaalde lichaamshouding aan te nemen – een of beide knieën optrekken, iets achterover leunen – kan de grootte en hoogte van de waterzuil worden beïnvloed. Het is bij een bommetje de bedoeling deze waterzuil zo hoog mogelijk te laten worden.
De grootste en zwaarste personen produceren niet altijd de hoogste waterzuil.

## NK Bommetje
Sinds 2001 wordt een "officieel" Nederlands kampioenschap, het NK Bommetje, georganiseerd waarbij gesprongen wordt van de 3m-plank. In eerste instantie was dit een persoonlijk initiatief van badmeester Cor Stuut van Zwembad Noord uit Stadskanaal, en het werd dan ook in die plaats georganiseerd. Zwembad Noord behoorde toen tot Sportfondsen Nederland. Vanaf 2004 staat Zwembad Noord los van Sportfondsen Nederland en zijn er twee NKs.

## BK Bommetje
In 2007 volgde ook België met een "officieel" Belgisch Kampioenschap Bommetje. De wedstrijd werd in het leven geroepen door radiozender Donna, maar dit initiatief bleef bij een eenmalig wapenfeit. In 2019 zette Groep Sportoase haar schouders onder een vernieuwde versie van het kampioenschap zoals we het vandaag kennen.

## Trivia
- Een bekende Nederlandse televisiereclamespot eind jaren 90 voor de Melkunie toonde hoe een koe buiten beeld in een zwembad sprong waarbij een man volledig nat werd. Hij schreeuwde hierop naar de koe: "Nog zo gezegd: géén bommetje!" Dit werd spoedig een populaire slagzin.
- In 2015 werd door de AVROTROS het tv-programma Bommetje! uitgezonden; de opvolger van Te land, ter zee en in de lucht. In dit programma, gepresenteerd door Ron Boszhard, ging het er niet om een zo hoog mogelijke waterzuil te produceren, maar om zo hoog mogelijk gelanceerd te worden in het water vanaf het uiteinde van een luchtkussen nadat iemand anders op het andere uiteinde springt. Dit is hetzelfde principe als de wip, waarbij een voorwerp op het lage uiteinde van een wip wordt neergelegd. Als iemand dan op het andere uiteinde springt, wordt het voorwerp gelanceerd. Seizoen 2 had als naam Bommetje XL en seizoen 3 had als naam Bommetje XXL. Seizoen 4 heette weer Bommetje!.